# Tadj ol-Molouk
Tadj ol-Molouk, ursprungligen Nimtaj Khanum, född 17 mars 1896 i Baku i dåvarande kejsardömet Ryssland (i nuvarande Azerbajdzjan), död 10 mars 1982 i Acapulco i Mexiko, var Irans drottning mellan 1926 och 1941, gift med shah Reza Pahlavi och mor till shah Mohammad Reza Pahlavi.

## Biografi
Tadj ol-Molouk var dotter till general Teymur Khan Ayromlou och Malek os-Soltan. Hon gifte sig 1916 med Reza Pahlavi, med vilken hon fick fyra barn. Äktenskapet var arrangerat för att ge maken fördelar i sin militära karriär tack vare hennes fars kontakter. Hennes make gifte sig med också med Turan Amirsoleimani 1922 och med Esmat Dowlatshahi 1923. 

### Drottning
1921 blev hennes make krigsminister och 1925 utropade han sig till shah av Pahlavidynastin. Vid denna tidpunkt var makarnas förhållande avslutat, då maken ägnade mer tid åt sin favorithustru Esmat Dowlatshahi. De var dock fortfarande gifta, och det var Tadj ol-Molouk som maken utsåg att spela en offentlig roll och fick titeln drottning. 
Tadj ol-Molouk blev den första drottning i Iran som spelade en offentlig roll. 1928 besökte hon en moské i Qom bärande en slöja som visade ansiktet och inte täckte hennes hår helt och kritiserades av en mullah, vilket gjorde att shahen kom till moskén och pryglade mullan (imamen) offentligt, en incident som skadade shahens förhållande till det muslimska religiösa ledarskapet.
1936 gav Reza Pahlavi henne en viktig roll att spela i  avskaffandet av slöjan i Iran. Då shahen beslöt att ge kvinnan en offentlig roll i Iran och förbjuda slöjan, gav han vintern 1936 order till sin fru och sina två döttrar att följa med honom på en offentlig ceremoni på lärarseminariet i Teheran, utan slöjor och klädda i moderna europeiska kläder. Detta var första gången någonsin som en drottning och två prinsessor visade sig offentligt i det muslimska Iran. Shahen publicerade sedan deras porträtt i tidningen, uppmanade andra att följa hans hustrus och döttrars exempel och förbjöd slöjan.

### Senare liv
När Reza Pahlavi 1941 avsattes av de allierade och hennes son insattes på tronen, valde hon att stanna och stödja sin son i sätllet för att följa med sin make i hans exil. Hon gifte 1945 om sig med politikern Gholam Hosein Saheb Divani. 
Tadj ol-Molouk spelade ingen offentlig roll under sin son Mohammad Reza Pahlavis regeringstid. Hon stod nära sin son, men uppges ha bidragit till att hans första hustru Fawzia av Egypten avslutade äktenskapet och återvände till Egypten 1948; hon medverkade också att arrangera sin sons andra äktenskap. Liksom resten av familjen lämnade hon Iran under Mossadeghs regeringstid och återvände sedan han avsatts. Hon höll en fest för att fira sin sonson och en för att fira Mossadeghs fall från makten varje år, men levde annars ett tillbakadraget privatliv, och medverkade till exempel inte i kröningen 1967. När shahens hälsa försämrades under 1970-talet hemlighölls detta, och läkarbesöken till palatset förklarades officiellt med hennes hälsotillstånd snarare än hennes sons.  
Under den iranska revolutionen reste hon till sin dotter Shams i Beverly Hills i USA. Hon anlände till Los Angeles den 30 december 1978 ombord på en Boeing 747 tillhörande det kejserliga iranska flygvapnet. Strax efter hennes ankomst till Beverly Hills den 2 januari 1979 attackerade iranska islamister huset och försökte bränna det. Hon och hennes dotter tog sin tillflykt till Walter Annenbergs egendom i Palm Springs.
Tadj ol-Molouk avled i mars 1982 efter en längre tids sjukdom av leukemi i Acapulco i Mexiko.

## Barn
Tadj ol-Molouk fick fyra barn: 
- Prinsessan (Shahdokht) Shams ol-Molk Pahlavi (28 oktober 1917 - 29 februari 1996)
- Mohammad Reza Pahlavi, shah av Iran (26 oktober 1919 -  27 juli 1980)
- Prinsessan(Shahdokht) Ashraf ol-Molk, tvillingsyster till Mohammad Reza Pahlavi (26 oktober 1919 - 7 januari 2016)
- Ali Reza Pahlavi I (1 mars 1922 - 17 oktober 1954)